# Lypha fumipennis
Lypha fumipennis là một loài ruồi trong họ Tachinidae.